# Ruan (Ierland)
Ruan (Iers: An Ruán; roodachtig land) is een dorp in County Clare in Ierland. Het maakt deel uit van de katholieke parochie Dysart and Ruan.
Ruan ligt ongeveer halverwege tussen Corofin en Ennis aan de oude route naar de Burren en Kilfenora.
De naam is afgeleid van de Els, een boom die in de omgeving en in Dromore Wood veel voorkomt. Deze boom heeft roodachtig hout en uit een deel van de bast kan een rode kleurstof worden gewonnen.
Een van de twee kerken van de parochie Dysart and Ruan, St. Mary's Church, is gevestigd in Ruan.
In 1977 werd iets buiten het dorp een nieuwe school geopend. De oude school is sindsdien in gebruik als dorpscentrum.

## Bevrijdingsoorlog
In 1920 had de toenmalige IRA een probleem met het Royal Irish Constabulary-complex net ten zuiden van Ruan. Met haar ligging op een heuvel aan een belangrijke route was het een hinderpaal voor transport van manschappen en wapens van de IRA. De Mid-Clare Brigade van de IRA zocht een manier om hier wat aan te doen maar het complex leek een onneembare veste. Er bleek toch een zwakke plek te zijn en in de vroege ochtend van 18 oktober 1920 werd het complex bestormd. Een van de manschappen probeerde het uit te vechten en stierf. De andere 11 werden gevangengenomen. Een flinke voorraad wapens en munitie – 14 geweren, 14 revolvers, 1700 kogels en verschillende andere wapens – werd buitgemaakt. Na de overval verdwenen de aanvallers en werden de gevangenen vrijgelaten. Twee van de gevangenen waren meegenomen als gijzelaars. De een werd later vrijgelaten, de ander sloot zich aan bij de IRA.

## Bekende personen
- Sharon Shannon - accordeon- en vioolspeelster

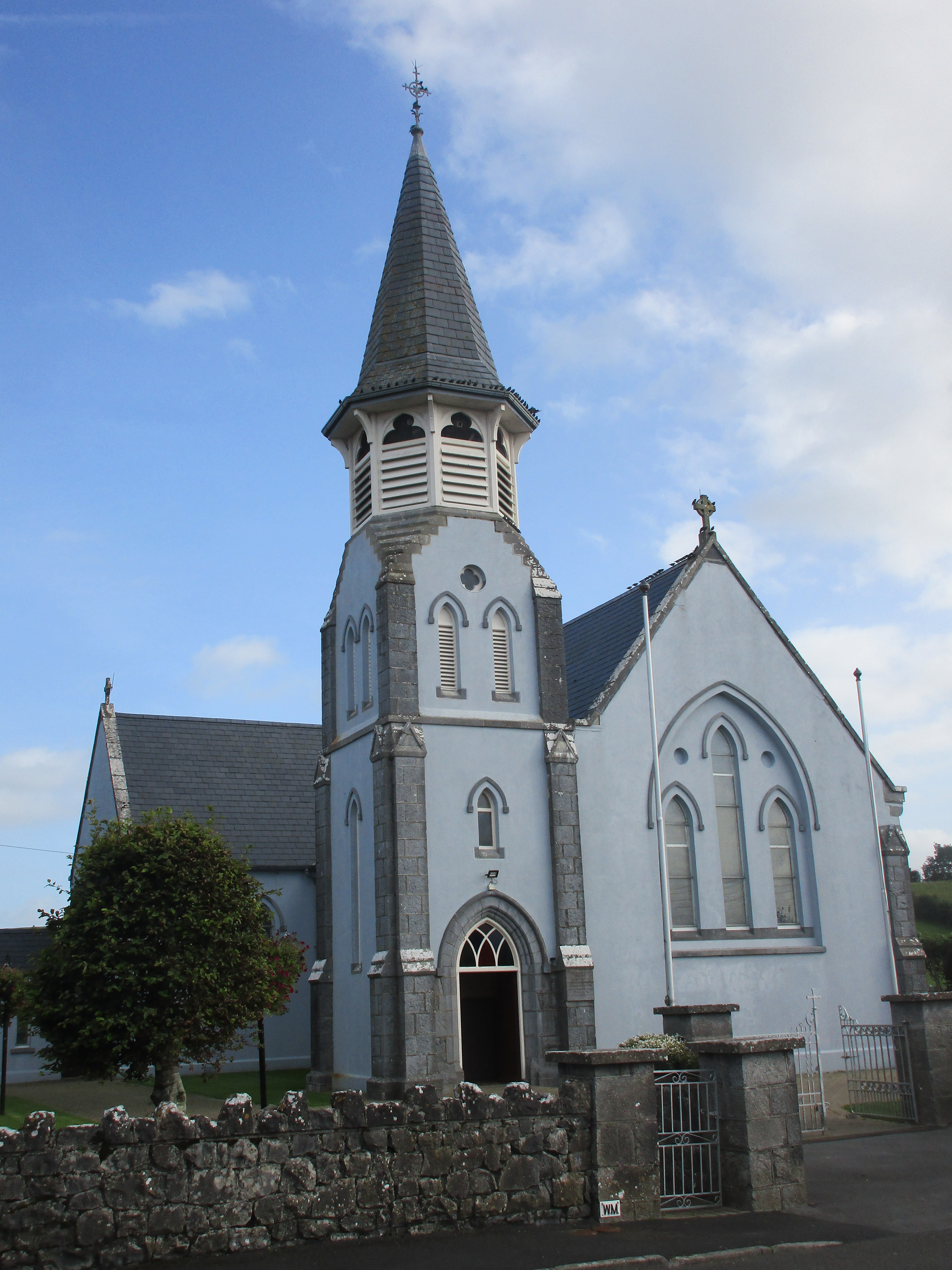
St. Mary's Church
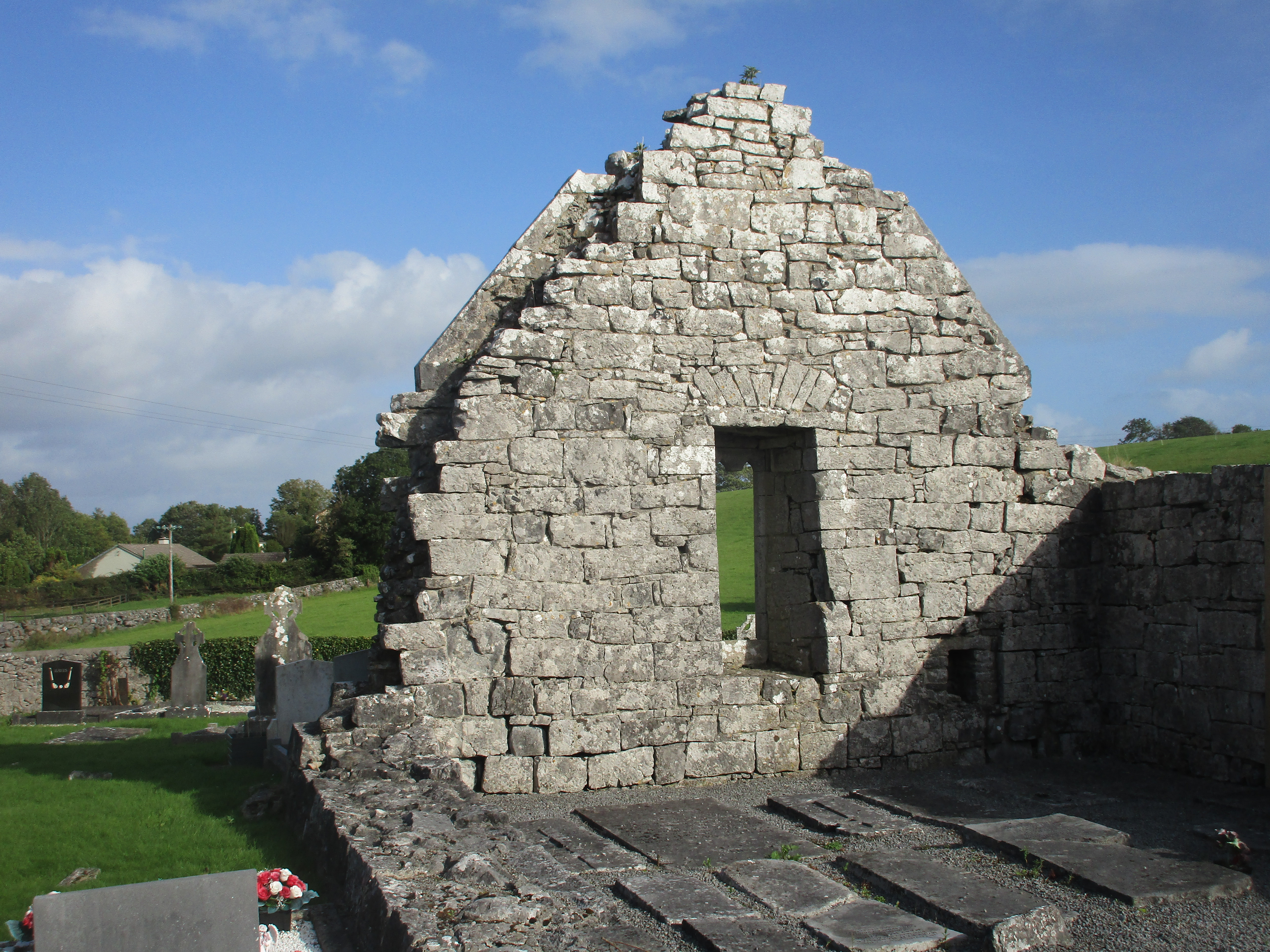
Restanten van de originele kerk van Ruan
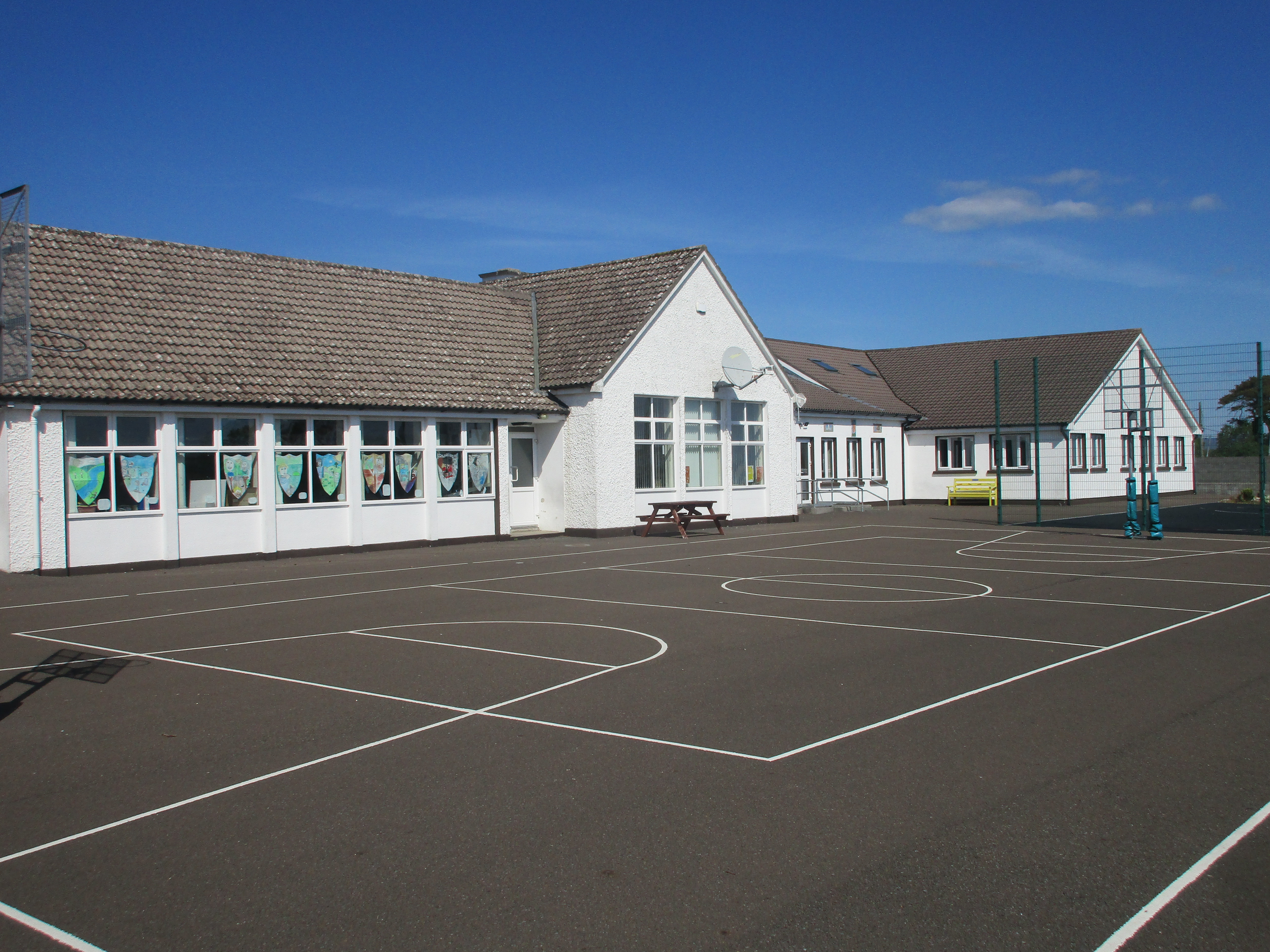
De lagere school van Ruan (National School)
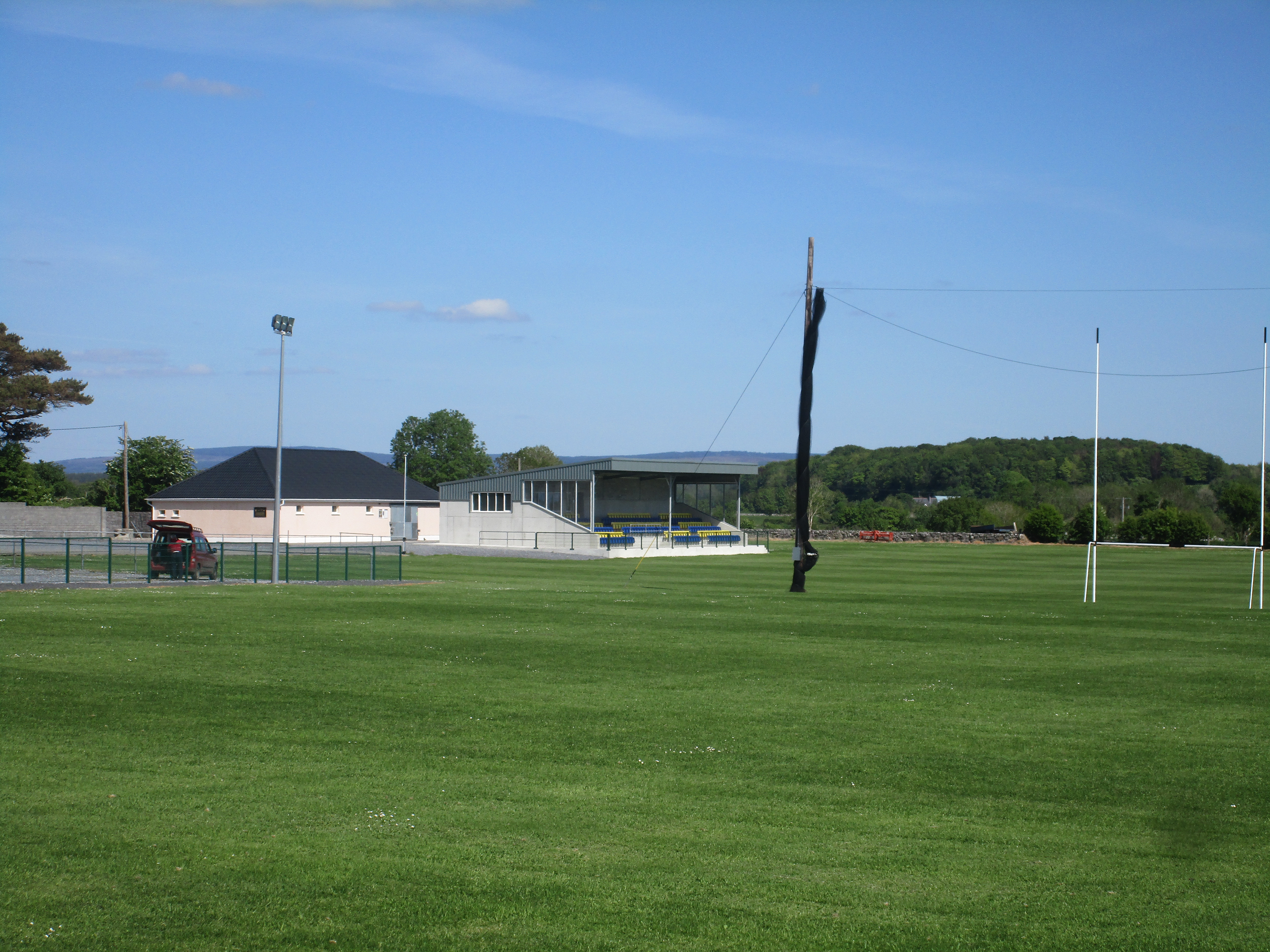
Het sportterrein van Ruan GAA